# Índex de Rand
L'Índex de Rand és una mesura de semblança entre dues particions d'objectes (per exemple, entre les categories resultants d'aplicar dos mètodes de categorització).

## Definició
Sigui un conjunt de {\displaystyle n} objectes {\displaystyle O=\{o_{1},\ldots ,o_{n}\}}, i dues particions {\displaystyle \Pi =\{\pi _{1},\ldots ,\pi _{r}\}} i {\displaystyle \Pi '=\{\pi '_{1},\ldots ,\pi '_{r}\}} del conjunt d'objectes.
Aleshores, si definim 
r': correspon al nombre de parells (a,b) on a i b es troben en un mateix grup tant a la partició {\displaystyle \Pi } com a la partició {\displaystyle \Pi '}.
s: correspon al nombre de parells (a,b) on a i b es troben en un mateix grup de {\displaystyle \Pi } però no de {\displaystyle \Pi '}.
t: correspon al nombre de parells (a,b) on a i b es troben en grups diferents de {\displaystyle \Pi } però en canvi es troben en el mateix grup de {\displaystyle \Pi '}.
u: correspon al nombre de parells (a,b) on a i b es troben en grups diferents tant de {\displaystyle \Pi } com de {\displaystyle \Pi '}.
l'índex Rand correspon al quocient: 
{\displaystyle {\frac {(r+u)}{n(n-1)/2}}}

## L'índex de Rand ajustat
L'índex de Rand ajustat correspon a una modificació de l'índex de Rand per tal que l'esperança de l'índex sigui zero quan considerem particions aleatòries on totes les categories de la partició tenen el mateix nombre d'objectes.
Per definir-lo, tal com hem fet abans, considerem dues particions {\displaystyle \Pi } i {\displaystyle \Pi '} sobre el conjunt d'objectes {\displaystyle O}. Aleshores, l'índex de Rand ajustat correspon a: 
{\displaystyle {\frac {r-Esp}{Max-Esp}}}
on {\displaystyle Esp} correspon al valor esperat de l'índex de Rand i {\displaystyle Max} el valor màxim. Aquests valors es defineixen com segueix: 
{\displaystyle Esp={\frac {np(\Pi )np(\Pi ')}{n(n-1)/2}}}
{\displaystyle Max=(np(\Pi )+np(\Pi '))/2}
amb {\displaystyle np(\Pi )} definit com: 
{\displaystyle np(\Pi )=\sum _{i=1}^{r}no_{i}(no_{i}-1)/2}
on, com s'ha dit, n és el nombre d'objectes i on {\displaystyle no_{i}} és el nombre d'objectes que hi ha a la partició {\displaystyle \pi _{i}}.
A diferència de l'índex de Rand que sempre dona valors positius, l'ajustat pot prendre valors negatius.